# Saur Riswanowitsch Ugujew
Saur Riswanowitsch Ugujew (russisch Заур Ризванович Угуев; * 27. März 1995 in Chassawjurt) ist ein russischer Ringer. Er wurde 2018 und 2019 Weltmeister im freien Stil in der Gewichtsklasse bis 57 kg Körpergewicht.

## Werdegang
Saur Ugujew gehört zur Volksgruppe der Kumyken, einem Turkvolk, das im Norden von Dagestan lebt. Er begann im Jahre 2003 mit dem Ringen und konzentriert sich auf den freien Stil. Er lebt in Chassawjurt und gehört dem "Mawlet-Batirow"-Ringer-Club Chassawjurt an. Trainiert wird er seit 2006 von Scheme Schemjew. Der 1,57 Meter große Athlet wiegt knapp 60 kg. Ringen ist z. Zt. auch sein Beruf.
Saur Ugujew gehörte schon in der Altersgruppe "Cadets" zu den besten russischen Ringern in seiner Gewichtsklasse. 2011 wurde er In Szombathely Junioren-Weltmeister in der Gewichtsklasse bis 42 kg und 2012 auch Weltmeister in Baku in der Gewichtsklasse bis 46 kg Körpergewicht. Von den Ringern, die er damals besiegte, hat keiner später die absolute Weltklasse erreicht.
Auch Saur Ugujew brauchte einige Jahre, bis er in Russland die Spitze in seiner Gewichtsklasse erreichte. Als Junior der Altersgruppe "Juniors" trat er nur als russischer Meister im Jahre 2013 in Erscheinung. Zu internationalen Einsätzen kam er indessen nicht.
2016 startete der bei der russischen Meisterschaft der Herren, schied aber früh aus und belegte nur den 21. Platz. Von da ab wurde er aber vom russischen Ringer-Verband verstärkt gefördert und im gleichen Jahr auch schon bei einigen gut besetzten internationalen Turnieren mit guten Ergebnissen eingesetzt.
Im Januar 2017 gelang ihm der erste große Erfolg bei den Herren, denn er siegte beim renommierten "Iwan-Yarigin"-Grand-Prix in Krasnojarsk, bei dem der russische Ringer-Verband die Plätze für die kommende Europameisterschaft vergibt. Er siegte in Krasnojarsk in der Gewichtsklasse bis 57 kg vor Artjom Gebekow, Selimchan Abakarow und Nariman Israpilow. Im Mai 2017 wurde er dann bei der Europameisterschaft in Novi Sad in der gleichen Gewichtsklasse eingesetzt und kam zu Siegen über Wladimir Jegorow, Makedonien und Andrej Jazenko, Ukraine, verlor dann aber gegen den routinierten Giorgi Edischeraschwili aus Georgien. Da dieser das Finale erreichte, konnte er in der Trostrunde weiterringen und sich mit einem Sieg über den Franzosen Zohair El Quarrage eine Bronzemedaille sichern.
Im Juni 2017 wurde Saur Ugujew erstmals russischer Meister vor Artjom Gebekow, Omak Sjurjin und Dimitri Aksonow. Enttäuschend verlief für ihn aber dann die Weltmeisterschaft im August 2017 in Paris. Er verlor dort gleich seinen ersten Kampf gegen den Inder Sandeep Tomar, schied damit aus und belegte nur den 23. Platz.
Im Januar 2018 siegte er wieder beim "Iwan-Yarigin"-Grand-Prix in Krasnojarsk. Im Mai 2018 war er bei der Europameisterschaft in Kaspiisk am Start. In der Gewichtsklasse bis 57 kg schlug er dort Stevan Micic, Serbien, Zohair El Quarrage und Lewan Metreweli Wartanow aus Spanien, unterlag aber im Finale wieder gegen Giorgi Edischerashwili. Im August 2018 wurde er wieder russischer Meister vor Churesh-Ool Donduk-Ool, Muslim Sadulajew und Artjom Tjutrin. Bei der Weltmeisterschaft in Budapest im Oktober 2018 feierte Saur Ugujew dann den größten Erfolg in seiner bisherigen Laufbahn. Er wurde dort in der Gewichtsklasse bis 57 kg mit Siegen über Mihran Jaburjan, Armenien, Reinierei Andreu Ortega, Kuba, Yūki Takahashi, Japan und Nurislam Sanajew, Kasachstan, neuer Weltmeister.
Beim "Iwan-Yarigin"-Grand-Prix 2019 und bei der Europameisterschaft dieses Jahres war er nicht am Start. Er startete aber im Juni 2019 bei den Europaspielen in Minsk. Wieder in der Gewichtsklasse bis 57 kg ringend, siegte er dort über Alexander Chirtoaca, Rumänien und Garik Barseghjan, Armenien, verlor aber dann gegen Mahin Amiraslanow aus Aserbaidschan knapp nach Punkten (2:3). In der Trostrunde siegte er über Georgi Wangelow aus Bulgarien und sicherte sich so noch eine Bronzemedaille. Ugujew nahm ebenfalls an den Weltmeisterschaften 2019 teil und gewann nach dem Sieg im Finale gegen Süleyman Atlı die Goldmedaille.
Anstatt der Ringer-Weltmeisterschaften fand 2020 ein Einzel-Weltcup in Belgrad statt, an dem Saur Ugujew teilnahm. Bei diesem konnte er sich im Finale gegen Arsen Harutjunjan durchsetzen.

## Internationale Erfolge
| Jahr | Platz | Wettbewerb                                         | Gewichtsklasse | Ergebnisse |
| 2011 | 1.    | Junioren-WM (Cadets) in Szombathely                | bis 42 kg      | nach Siegen über Krisztian Csolle, Ungarn, Mihai Cazac, Moldawien, Vurgun Alijew, Aserbaidschan und Asamat Toibek, Kasachstan                                                          |
| 2012 | 1.    | Junioren-WM (Cadets) in Baku                       | bis 46 kg      | vor Wasil Michailow, Ukraine, Saber Chanjani Sharestani, Iran und Satoshi Fujikawa, Japan                                                                                              |
| 2016 | 5.    | "Ali-Alijew"-Turnier in Machatschkala              | bis 57 kg      | hinter Artjom Gebekow, Magomedrasul Idrisow, beide Russland, Ulubek Schodoschbekow, Kirgisistan und Adamgiri Menschikow, Russland                                                      |
| 2016 | 1.    | Interkontinental-Cup in Chassawjurt                | bis 57 kg      | vor Magemedrasul Idrisow, Alan Waters, USA und Ramasan Fersailijew, Russland |
| 2016 | 3.    | Intern. "D.A.-Kunajew"-Turnier in Taras/Kasachstan | bis 57 kg      | hinter Artjom Gebekow und Schdos Ismailow, Kasachstan |
| 2017 | 1.    | "Iwan-Yarigin"-Grand-Prix in Krasnojarsk           | bis 57 kg      | vor Artjom Gebekow, Selimchan Abakarow und Nariman Israpiloow, alle Russland |
| 2017 | 3.    | "Yasar-Dogu"_Memorial in Istanbul                  | bis 57 kg      | hinter Süleyman Atlı, Türkei und Mahin Amiraslanow, Aserbaidschan |
| 2017 | 3.    | EM in Novi Sad                                     | bis 57 kg      | nach Siegen über Wladimir Jegorow, Makedonien und Andrej Jazenko, Ukraine, einer Niederlage gegen Giorgi Edischeraschwili, Georgien und einem Sieg über Zohair El Quarrage, Frankreich |
| 2017 | 23.   | WM in Paris                                        | bis 57 kg      | nach einer Niederlage gegen Sandeep Tomar, Indien |
| 2017 | 1.    | Interkontinental-Cup in Chassawjurt                | bis 57 kg      | vor Abasgadschi Magomedow und Said Garimagomedow, beide Russland und Rasul Kalijew, Kasachstan                                                                                         |
| 2017 | 2.    | Alany-Turnier in Wladikawkas                       | bis 57 kg      | hinter Asamat Tuskajew, vor Artjom Gebekow, beide Russland und Giorgi Edischeraschwili                                                                                                 |
| 2017 | 1.    | Intern. "D.A.-Kunajew"-Turnier in Taras            | bis 57 kg      | vor Abasgadschi Magomaedow, Ulukbek Scholdoschbekow, Kirgisistan und Muchamed Kuatbek, Kasachstan                                                                                      |
| 2018 | 1.    | "Iwan-Yarigin"-Grand-Prix in Krasnojarsk           | bis 57 kg      | vor Asamat Tuskajew, Tseveensuuren Tsogtbadrach, Mongolei und Churesh-Ool Donduk-Ool                                                                                                   |
| 2018 | 1.    | "Dan-Kolew" & "Iwan-Petrow"-Memorial in Sofia      | bis 57 kg      | vor Zohaur El Quarrage, Baris Kaya und Ahmet Peker, beide Türkei |
| 2018 | 2.    | EM in Kaspiisk                                     | bis 57 kg      | nach Siegen über Stevan Micic, Serbien, Zohair El Quarrage und Lewan Metreweli Wartanow, Spanien und einer Niederlage gegen Giorgi Edischeraschwili                                    |
| 2018 | 1.    | WM in Budapest                                     | bis 57 kg      | nach Siegen über Mihran Jaburjan, Armenien, Reinieri Andreu Ortega, Kuba, Yūki Takahashi, Japan und Nurislam Sanajew, Kasachstan                                                       |
| 2019 | 1.    | "Ali-Alijew"-Turnier in Kaspiisk                   | bis 57 kg      | vor Asamat Tuskajew, Chassan Hussein Badrudinow, Russland und Reinierei Andreu Ortega                                                                                                  |
| 2019 | 3.    | Europaspiele in Minsk                              | bis 57 kg      | nach Siegen über Alexandru Chirtoaca, Rumänien und Garik Barseghjan, Armenien, einer Niederlage gegen Mahin Amiraslanow, Aserbaidschan und einem Sieg über Georgi Wangelow, Bulgarien  |
| 2019 | 1.    | WM in Nur-Sultan                                   | bis 57 kg      | nach Siegen über Reza Atri, Iran, Ravi Kumar, Indien und Süleyman Atlı, Türkei |
| 2020 | 1.    | Einzel-Weltcup in Belgrad                          | bis 57 kg      | nach Siegen über Bekbołot Myrzanazar uułu, Kirgisistan, Rahman Amouzad, Iran und Arsen Harutjunjan, Armenien                                                                           |

## Nationale Meisterschaften
| Jahr | Platz | Wettbewerb                      | Gewichtsklasse | Ergebnisse                                                    |
| 2013 | 1.    | Russische Juniorenmeisterschaft | bis 57 kg      |                                                               |
| 2016 | 21.   | Russische Meisterschaft         | bis 57 kg      |                                                               |
| 2017 | 1.    | Russische Meisterschaft         | bis 57 kg      | vor Artjom Gebekow, Omak Sjurjin und Dimitri Aksonow          |
| 2018 | 1.    | Russische Meisterschaft         | bis 57 kg      | vor Churesh-Ool Donduk-Ool, Muslim Sadulajew und Arjan Tutrin |
| 2020 | 1.    | Russische Meisterschaft         | bis 57 kg      | vor Asamat Tuskajew, Achmed Idrisow und Muslim Sadulajew      |
| 2021 | 1.    | Russische Meisterschaft         | bis 57 kg      | vor Nachyn Mongusch, Abubakr Mutaliev und Asamat Tuskajew     |

Erläuterungen
- alle Wettkämpfe im freien Stil
- WM = Weltmeisterschaft, EM = Europameisterschaft